# 베트남 음악

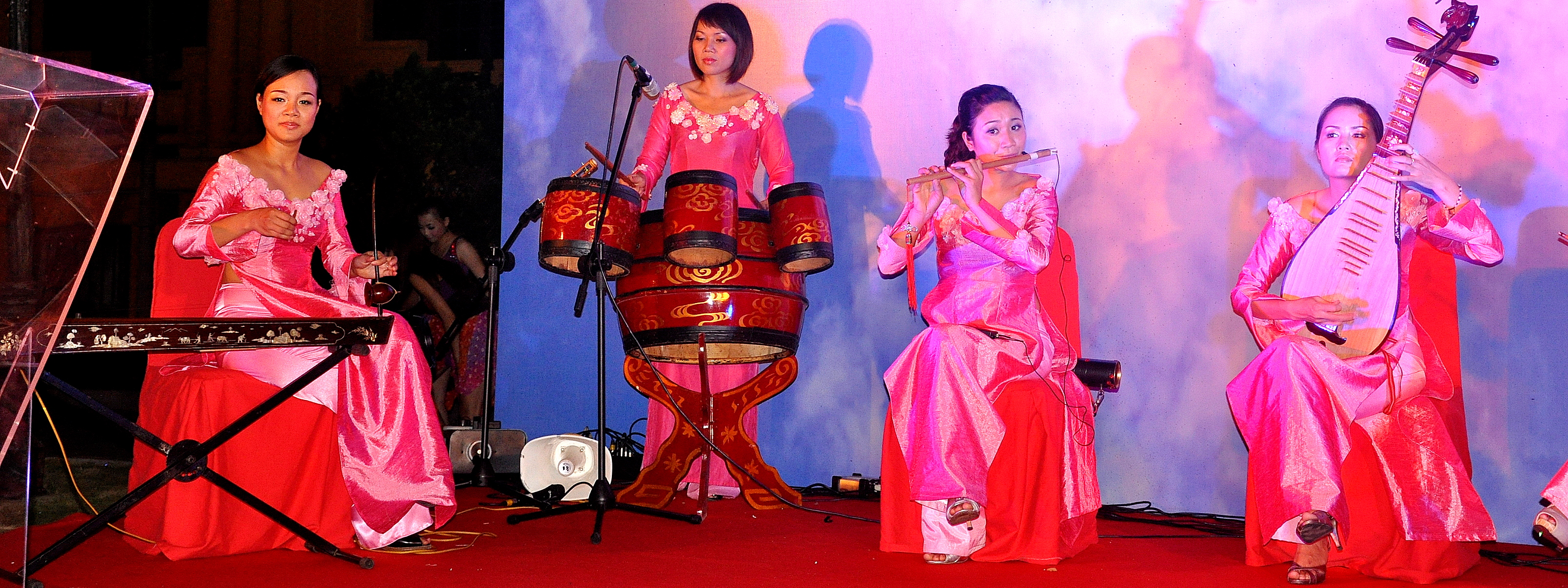

베트남의 음악은 원주민과 외국인의 영향으로 매우 다양하고 혼합적인 특색을 지니고 있다.

## 베트남 음악의 역사적 특징
베트남 민족의 주류는 원래 중국의 남부지방에서 베트남 땅으로 이주해 온 남방형 몽고족으로, 선주민을 비롯한 여러 남방민족 및 한(漢)민족과 혼혈을 이루어 현재에 이르고 있다. 베트남이 정치적으로 역사에 나타나기는 기원전 214년의 진시황제(秦始皇帝)의 남월정략(南越政略)부터인데, 후한(後漢)의 광무제(光武帝) 때 마원(馬援) 장군이 코친차이나(交趾支那)를 포함한 베트남 일대를 유린함에 따라 베트남 고유의 문화가 철저히 파괴되고 한문화가 이식되었다. 그 후 150년경에 남쪽의 몬-크메르의 일족이 임읍국(林邑國)을 일으키고 북상하여 베트남 땅에서 한민족의 세력과 각축전을 벌였다. 임읍은 후에 참파(占城)라 불리어, 그 후에도 누차 베트남을 괴롭혔다.
이와 같이 베트남의 역사는 건국 초부터 북과 남으로부터의 침략에 의한 고난의 역사였다. 베트남의 음악이 애수를 띠고 있는 것도 이러한 역사의 어두운 그림자에서 연유한 것이다.
베트남의 최초의 통일국가는 정부령(丁部領)에 의한 대구월(大瞿越)이었으나 이는 곧 여환(黎桓)에 의하여 멸망되었다(981년). 1009년부터는 이조(李朝)가 시작되어 지금의 하노이에 도읍하였으나 8대 혜종(惠宗) 때 진(陳)에게 나라를 빼앗겼다.
1428년에 여리(黎利)가 그 당시 베트남을 지배하던 명군(明軍)을 몰아내고 왕위에 올랐다. 중국의 아악이 들어온 것은 이 후려조(後黎朝)의 4대 왕 성종(聖宗) 때(15세기)이며, 성종은 유교를 들여 국교로 삼고 공자묘를 세워 때때로 아악으로 제사를 드렸다.
그 후 베트남은 북은 정씨(鄭氏), 남은 완씨(阮氏)가 할거하여 마침내 여왕조는 1793년에 소멸되었다. 후에 완씨의 일족 완복영(阮福映)이 왕위에 올라 통일 베트남에 군림하였다. 후에 프랑스의 보호국이 되면서 그의 후대는 왕조의 명맥만을 이어오다가 2차대전 종식과 함께 왕통이 끊겼다.
이동안 성종 때 들어온 아악은 분쟁과 전쟁의 연속 속에서도 그 활동이 끊기지 않았으며, 특히 완조(阮朝)가 흥하던 시기에는 후에(順化, Hu)의 성묘(聖廟)의 춘추석전(春秋釋奠)도 매우 성대하였다. 후한 이래의 중국인의 유입은 중국음악의 침투를 촉진시켜 베트남 고유의 음악의 형성을 곤란케 하였다.
오늘날 베트남 음악의 주류를 이루는 아악과 전통 가곡은 모두 중국에서 전승된 것이고 그 음악의 내용, 형식, 이론, 그리고 악기 구성이 모두 한(漢)민족의 정복 이후의 소산으로서 그 원전(原典)을 모두 중국에 두고 있다. 선율도 중국의 것을 그대로 답습한 것이 대부분이고, 음계도 중국과 같은 5음 음계에 의하며 그 계명(階名) 또한 중국 속악(俗樂)의 계명인 합(合, Sol), 상(上, Do), 척(尺, Re), 공(工, Mi), 육(六, Sol), 오(五, La)를 쓰고 있다. 이와 같이 베트남의 음악은 너무나 많이 중국의 음악에 의존하고 그것의 답습에 그친 느낌이 있어 일반적으로는 동남아시아의 음악으로서보다는 중국 음악의 일부 또는 방계(傍系)로서 분류된다.
쯔뇨(Chu nho)로 된 곡은 중국의 고사(故事)를 한시(漢詩)로 읊는 가곡형식이며, 쯔놈(Chu nom)으로 된 곡은 일반 시정민(市井民)이 즐겨 부르는 속어조의 노래로 가사 중에 독특한 은어가 포함되는 것이 많은데, 예컨대 '달과 바람'＝남녀의 만남, '금과 옥'＝사랑의 고백, '봄비'＝애정, '비엔호아의 보석'＝아가씨와 같은 것이 그것이다. 민요도 그리 수가 많지 않고 뚜렷한 민족적 특성을 가지는 선법이나 형식도 없다.

## 쫑꾸언
쫑꾸언(Trong quan)은 유희를 더불은 남녀간의 문답가(問答歌)로서, 베트남의 일부 지역의 경축일에 곧잘 불리고 있다. 땅에 구덩이를 판 후 뚜껑을 덮고 그 위에 활모양의 대를 건네어 두들기면 소리가 나게 만들어 그 양켠에 남녀들이 마주 앉아 두들기며 주고 받는 노래이다. 예컨대 남자가 "높은 것과 낮은 것은 무엇이지" 하고 부르면, 여자가 "봉우리 위의 구름과 골짜기의 물이지" 하고 대답한다. 즉흥적으로 응답을 하지 못하면 상대방의 주문에 응해야 한다.

## 베트남의 근대 악기
현재 쓰이고 있는 베트남의 악기는 거의 모두가 중국에서 들여온 것으로 동남아시아적 특성이 없고, 구조나 주법(奏法)도 중국의 그것과 매우 흡사하다. 관악기보다는 16현 쟁(箏), 월금(月琴), 비파(琵琶), 3현호궁(三絃胡弓)과 같이 현악기가 주로 되어 있고, 기타 북, 피리, 공(Gong), 방울, 목어(木魚) 등의 악기가 있다.

### 16현 쟁
중국의 진쟁(奏箏)과 같은 것으로 16개의 놋줄이 있는 점이 다르다. 손톱으로 타며 왼손으로는 끊임없이 비브라토를 넣는다.

### 단응우옛
단응우옛(베트남어: đàn nguyệt)은 베트남의 월금(月琴)으로 베트남의 민족 악기이다. 몸통은 달처럼 둥글고 손잡이는 길며, 줄은 4개 있으나 완전 5도 간격으로 조현(調絃)된 두 줄씩의 2음이다. 8개의 음기둥(音柱)이 있다.

## 베트남의 고대 악기
현대 베트남의 악기는 거의 모두가 중국에서 들여온 것이나, 20세기 중반 베트남 땅의 여러 곳에서 고대 베트남의 악기가 속속 발굴됨으로써 고고학적으로 세계적 화제가 되었다. 그 중에서 특히 돌의 실로폰은 1949년 2월 베트남 중부의 현재 닥락 성이 있는 곳에서 도로공사 중에 왕족의 묘로 여겨지는 곳에서 나왔고, 청동고는 1924년 베트남의 동선(東山, Đông Sơn) 마을 근처에서 중소형의 것이, 그리고 1937년 3월 호앙하(Hoang ha) 마을에서 대형의 것이 발굴되었다. 하지만 이들 고대악기들은 현대의 베트남과는 상관이 없다.

### 돌의 실로폰
1949년 베트남 중부의 현재 닥락 성이 있는 곳에서 도로공사 중에 발견된 것으로 10자루의 경질석회암의 석판(石板)으로 되어 있다. 큰 석판은 1m가량, 작은 것은 70cm가량이다. 기원전 3000년경의 악기로 추정되며, 현재 파리의 인류 박물관에 소장되어 있다.

### 청동고
1924년부터 28년에 걸친 기간에 베트남의 동선 마을의 분묘터에서 많은 청동기와 함께 여러 개의 청동고(靑桐鼓)가 나왔고, 다시 1937년 3월, 하선빈(Ha Son Binh)주 호앙하 마을에서 대형의 청동고가 나왔다. 이 청동고의 높이는 61.5cm이고 고면(鼓面)의 지름은 84cm이며, 측면에는 여러 가지의 무늬가 새겨져 있다.

## 현대 베트남 음악
베트남의 음악은 현대에 들어서 팝 음악의 영향을 받은 V-POP 장르가 존재한다. V-POP은 초창기에는 관심을 못받았지만 베트남의 국가적 경쟁력이 증가하고 틱톡 등 소셜미디어 발달 시대를 맞이하며 이전보다 큰 인기를 끌게 되었다. "Đừng Làm Trái Tim Anh Đau"는 한국의 2024년 6월 인기 유튜브 뮤직비디오 순위권에 들어오기도 하였으며 전 세계에서 9천만회의 조회수를 기록하기도 하였다. 틱톡으로 인기를 끈 V-POP은 "Hoàng Thuỳ Linh"이 그 예시이며, 이 음악은 한국에서도 큰 인기를 끌기도 하였다.
베트남의 팝 음악은 동남아시아의 음악 시장 초석을 열었다는 분석이 있다. 베트남의 음악을 기점으로, 태국의 음악인 "เอ็กซ์ ศุภกฤต"이 순차적으로 인기를 끌고 있다. 때문에 이런 현상을 위협으로 느끼는 사람도 존재했다.

## 같이 보기
- 베트남의 역사
- 중국 음악

## 참고 문헌
- 이 문서에는 다음커뮤니케이션(현 카카오)에서 GFDL 또는 CC-SA 라이선스로 배포한 글로벌 세계대백과사전의 내용을 기초로 작성된 글이 포함되어 있습니다.

1. ↑  “V-pop의 왕자 손뚱 엠-티피 신곡, 세계 각종 차트 석권”. 2020년 7월 13일. 2024년 10월 2일에 확인함.
2. ↑  “국경 없는 대중음악 시대, 비엣팝(V-Pop)과 제이팝(J-Pop) 열풍”. 2023년 6월 9일. 2024년 10월 2일에 확인함.
3. ↑  쿠키뉴스 (2023년 4월 16일). “K팝 다음은 V팝? 동남아 음악시장 ‘꿈틀’”. 2024년 10월 2일에 확인함.